# リンツ市電
リンツ市電（ドイツ語: Straßenbahn Linz）は、オーストリアの大都市・リンツ市内を走る路面電車。900 mmという特殊な軌間の路線網を有しており、2020年現在リンツ市が所有する公企業のリンツ交通会社（Linz AG LINIEN）によって運営されている。

## 歴史
オーストリア第3の都市であるリンツ市内に最初に開通した軌道交通は、1880年から営業運転を開始した馬車鉄道であった。郊外化が進展したリンツにおける重要な交通機関として多数の利用客を擁したが、年数を経る中で次第に前時代的になった事で、1897年に操業を開始した発電所の電力を用い同年7月31日に全線の電化を実施した。これがリンツ市電の開業であったが、その際に馬車鉄道時代の軌間がそのまま受け継がれており、900 mmという特殊な軌間の所以となった。また、同年にはリンツ北部のペストリングベルク（Pöstlingberg）へ向かう登山鉄道であるペストリングベルク鉄道も開通した。
それ以降は1902年のクラインミュンヘン（Kleinmünchen）への延伸を皮切りに、路面電車の路線網はリンツ市内各地に広がっていった。運営組織については電化開業が行われた1897年にリンツ・ウーアファール路面電車・電力会社（Tramwayund Elektrizitätsgesellschaft Linz-Urfahr、TEG）が設立されたが、第一次世界大戦後にリンツ市によって路面電車の運賃に規制が設けられた事で電力事業の収入割合が増加した事に伴い1923年にリンツ電力・路面電車会社（Elektrizitäts- und Straßenbahn-Gesellschaft Linz、ESG）に社名を変更している。
開業当時、リンツ市電を含むオーストリア各地の交通機関は左側通行であったが、1938年のナチス・ドイツによるオーストリアの併合によって同年に右側通行に改められた。その後の第二次世界大戦期もリンツ市電は運行を続けたが、終戦後の混乱の結果1945年から翌1946年にかけて4か月間一時的に全路線の営業運転が停止する事態となった。

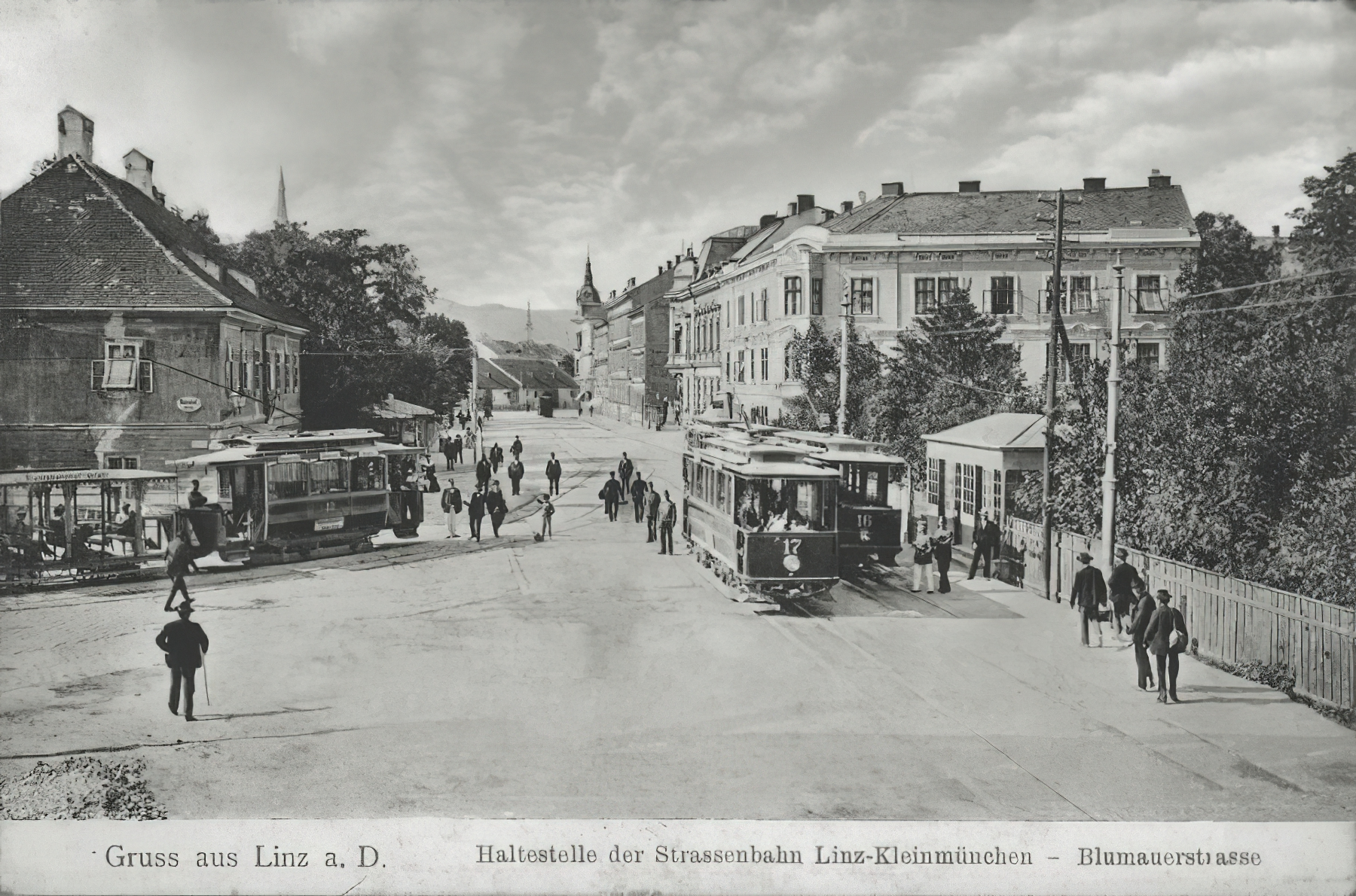
電化初期のリンツ市電（1905年撮影）
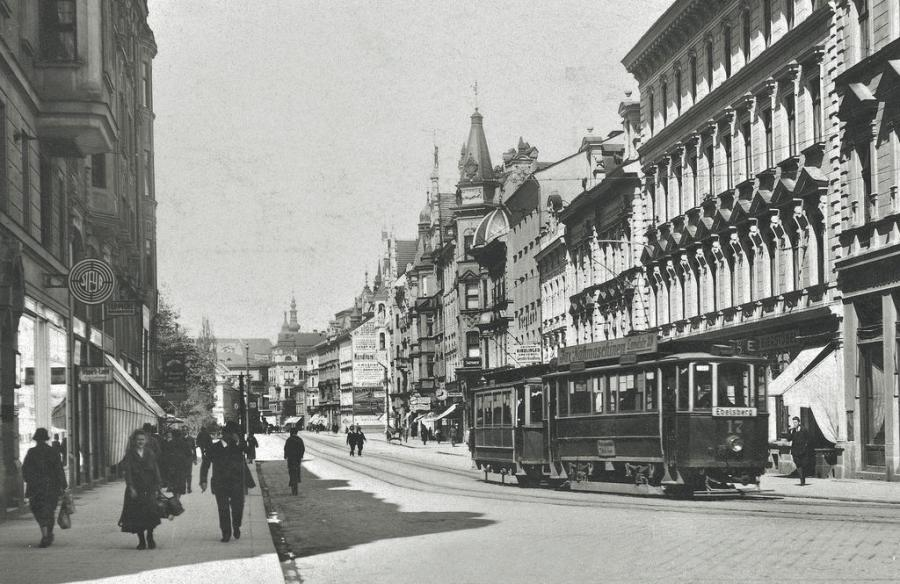
1930年のリンツ市電

戦後は2軸車の増備が続き、リンツ市内の東西・南北を結ぶ路線網が築かれていたが、モータリーゼーションの影響を受けて1968年に市内の東西を結んでいた「M線（M-Linie）」がトロリーバスに置き換えられ、1973年にはトラウン川を渡る路線がバスに置き換えられて廃止され、総延長は8.7 kmに縮小した。しかしその後は再度路線の拡張が行われ、1977年にヨハネス・ケプラー大学リンツ（Johannes Kepler Universität Linz）方面、1985年にはオーヴィーゼン（Auwiesen）への延伸が実施された。車両についても1970年から連接車の導入が実施され、2軸車は1986年をもって営業運転を終了した。また合理化も進み、1974年には車掌の業務が廃止され乗客自身が乗車券に刻印をする信用乗車方式の運用が開始された。

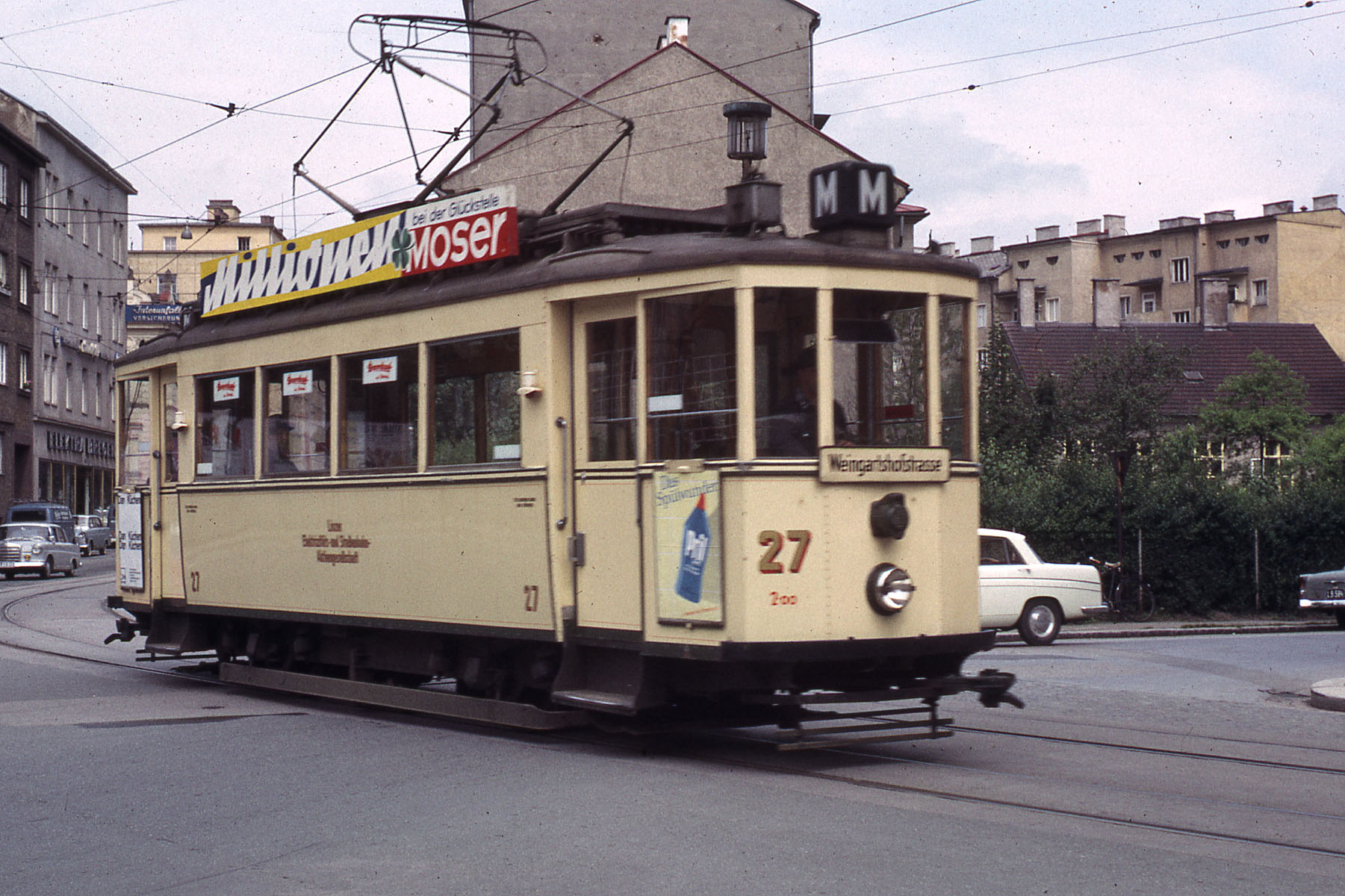
1968年に廃止されたM線を走る電車（1965年撮影）
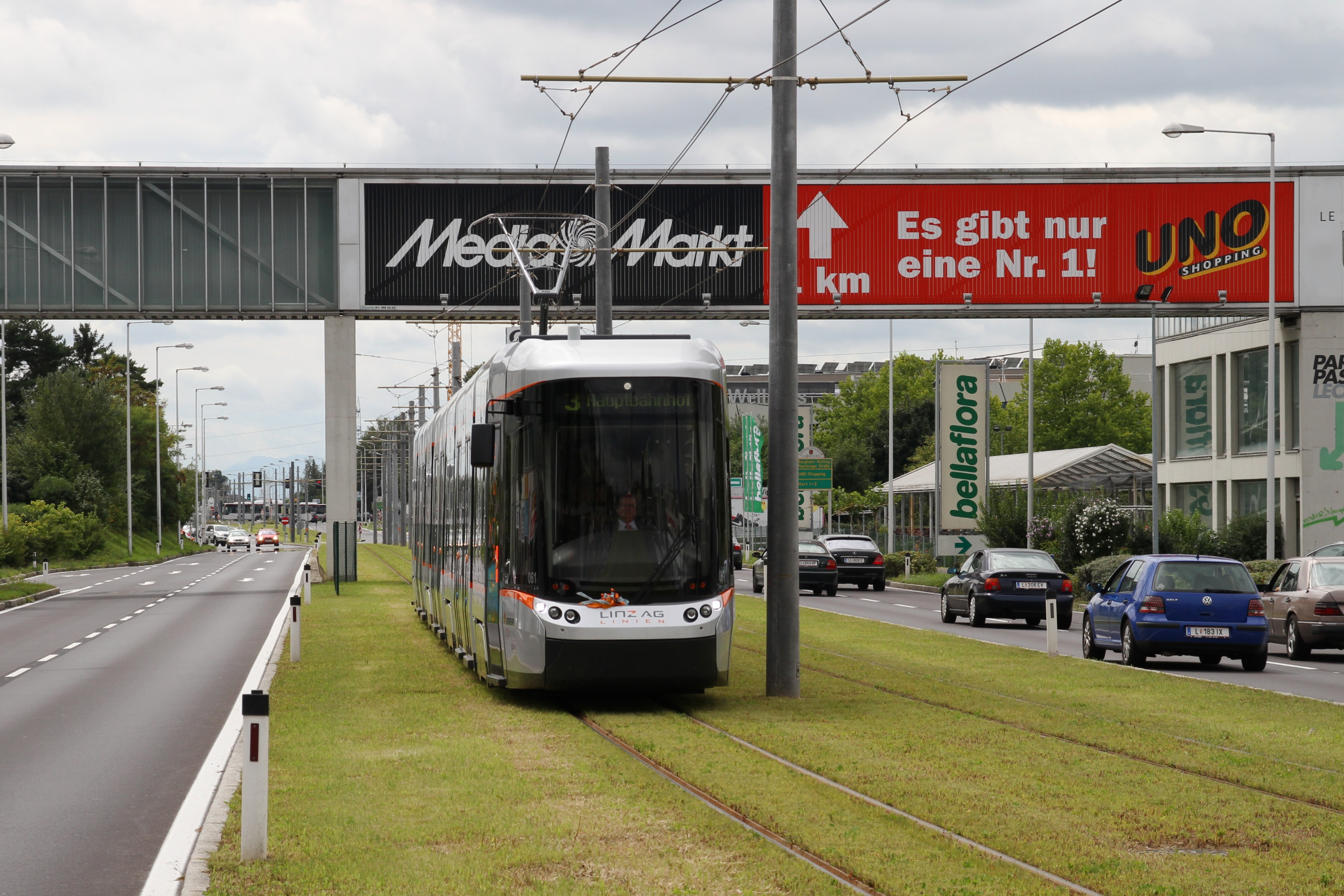
オーヴィーゼン方面への延伸区間は道路と分離した専用軌道となっている（2011年撮影）
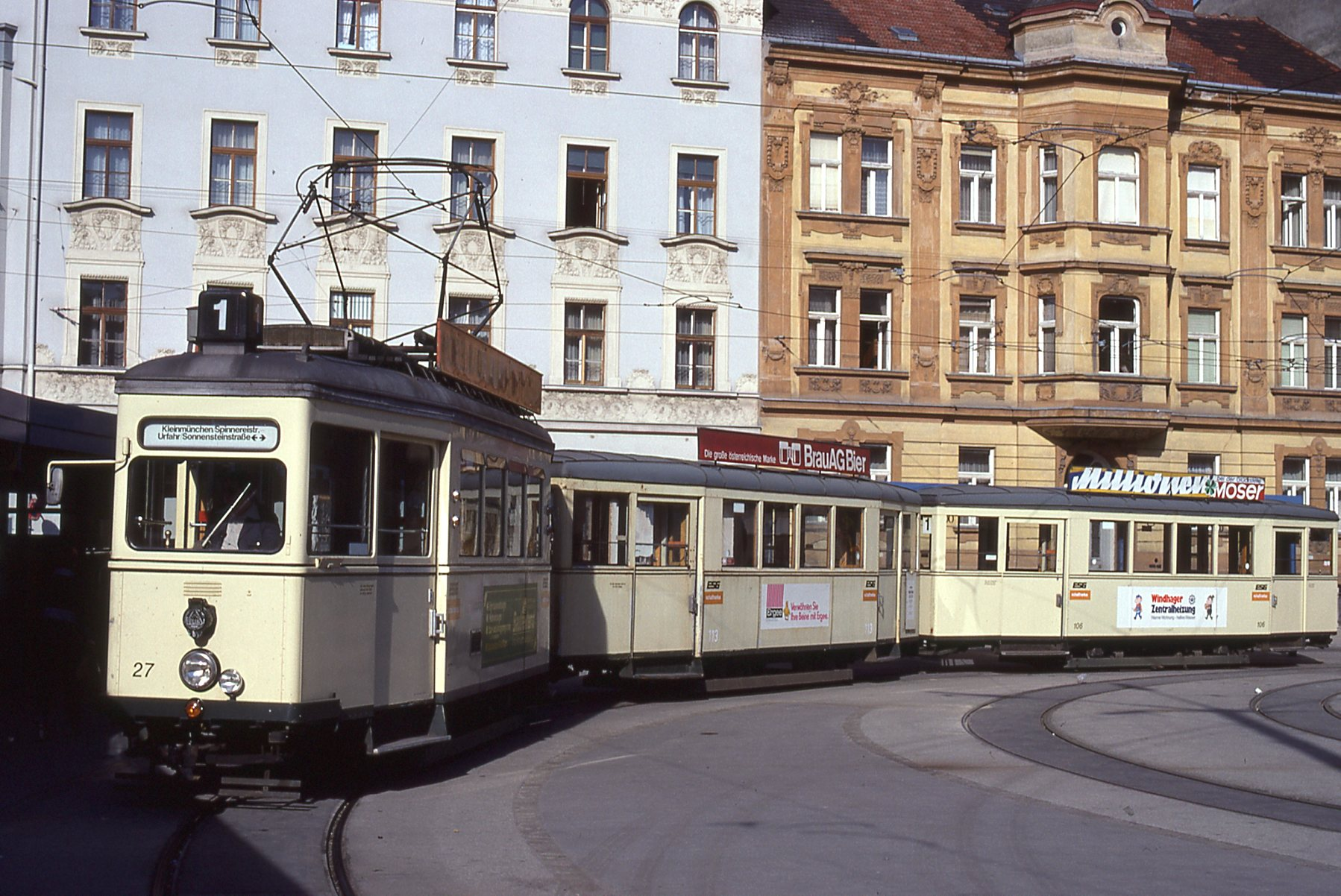
2軸車は1986年までに営業運転から撤退した（1977年撮影）

だが、1980年代に入ってもモータリーゼーションは続き、市電を含むリンツ市内の公共交通機関の利用客は減少していた。そこで1990年代以降、ESGは交通機関の抜本的な改革に着手し、1995年に「リンツ高速化プログラム（Linzer Beschleunigungsprogramm、LIBE）」を実行に移した。これは本数の増加やダイヤの適正化に加え、公共交通の集中管理、遅延や運休などの情報を表示するディスプレイの各停留所への設置、優先信号機の配置などにより、高速化や定時制・信頼性の強化を図るものであった。
そして1990年代後半に入ると再度路線の延伸計画が動き出し、2000年にESGが都市のインフラを担うリンツ都市事業公共会社（Stadtbetriebe Linz GesmbH、SBL）と統合され、リンツ市が運営するリンツ株式会社（Linz AG）が設立されて以降、以下の路線が開通した。
- 2002年 - エーベルスブルク（Ebelsberg）へ延伸。1973年に廃止された路線の事実上の復活であり、道路幅が狭い箇所には線路が重なる単複線（ガントレット）が設置された[14][18]。
- 2005年 - エーベルスブルクからソーラーシティ（SolarCity）へ延伸[14][18]。
- 2011年 - リンツ中央駅（Hauptbahnhof）から西部のドーブラホルツ（Doblerholz）への路線[14][18]。
- 2016年 - 2月にドーブラホルツからトラウナー・クロイツング（Trauner Lreuzung）へ、9月にリンツ市域外（トラウン）のシュロッス・トラウン（ドイツ語版）（Schloss traun）まで延伸。また同月からはシュロッス・トラウン方面へ向かう4号線の運行を開始した[14][19]。

更に2004年8月からはリンツ中央駅（Hauptbahnhof）を含む市内中心部の路線が地下化された他、2009年には前年から営業を休止し大規模な更新・改軌工事を実施したペストリングベルク鉄道が直通運転を開始した。車両についても2002年以降超低床電車が導入され、従来の高床式電車は2012年に営業運転を終了した。これらの積極的な近代化施策により、リンツ市電を含めたリンツ市内の公共交通機関の利用客は1990年以降増加を続けている。

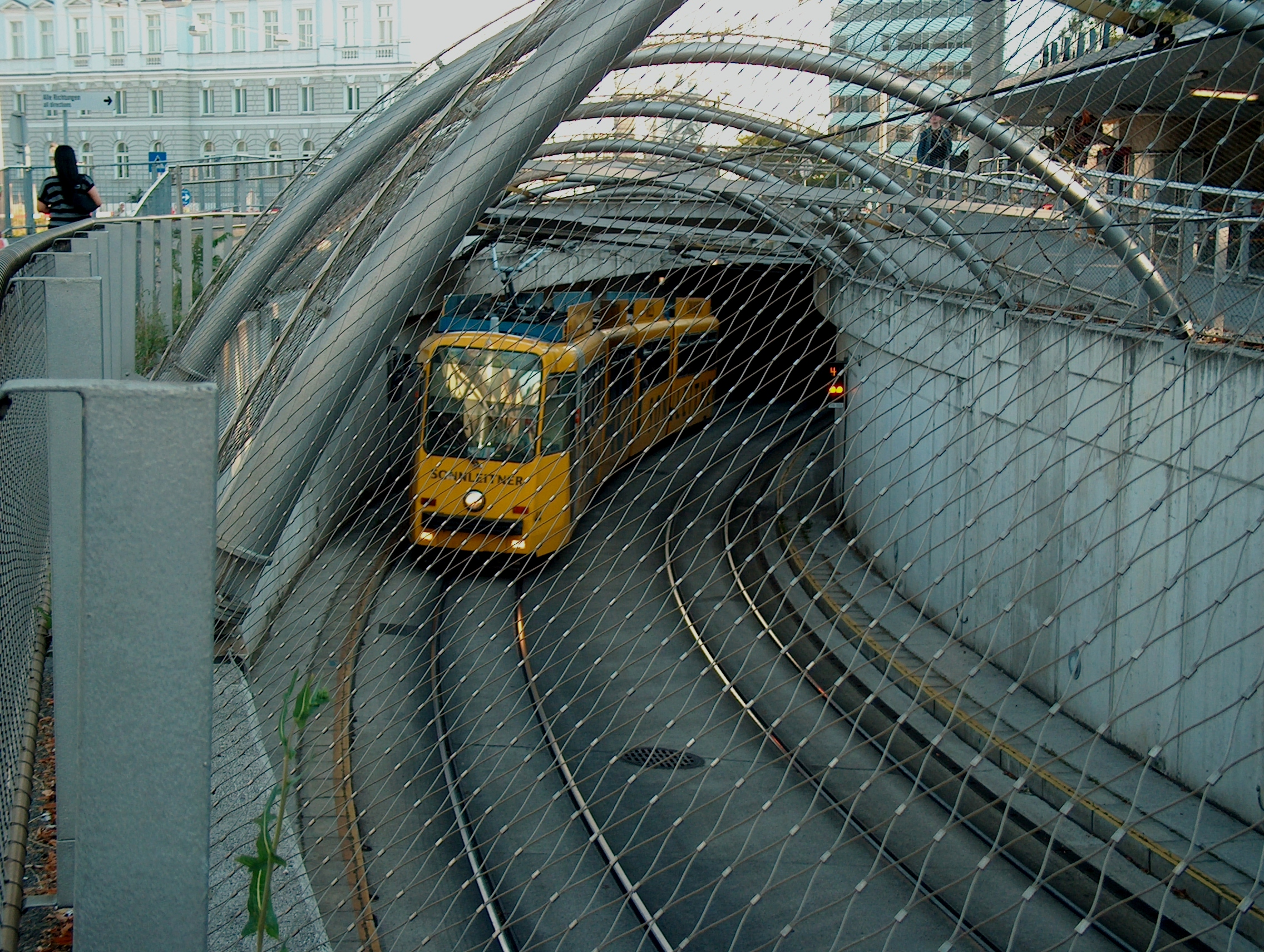
市内中心部の地下路線から地上へ出た電車（2008年撮影）
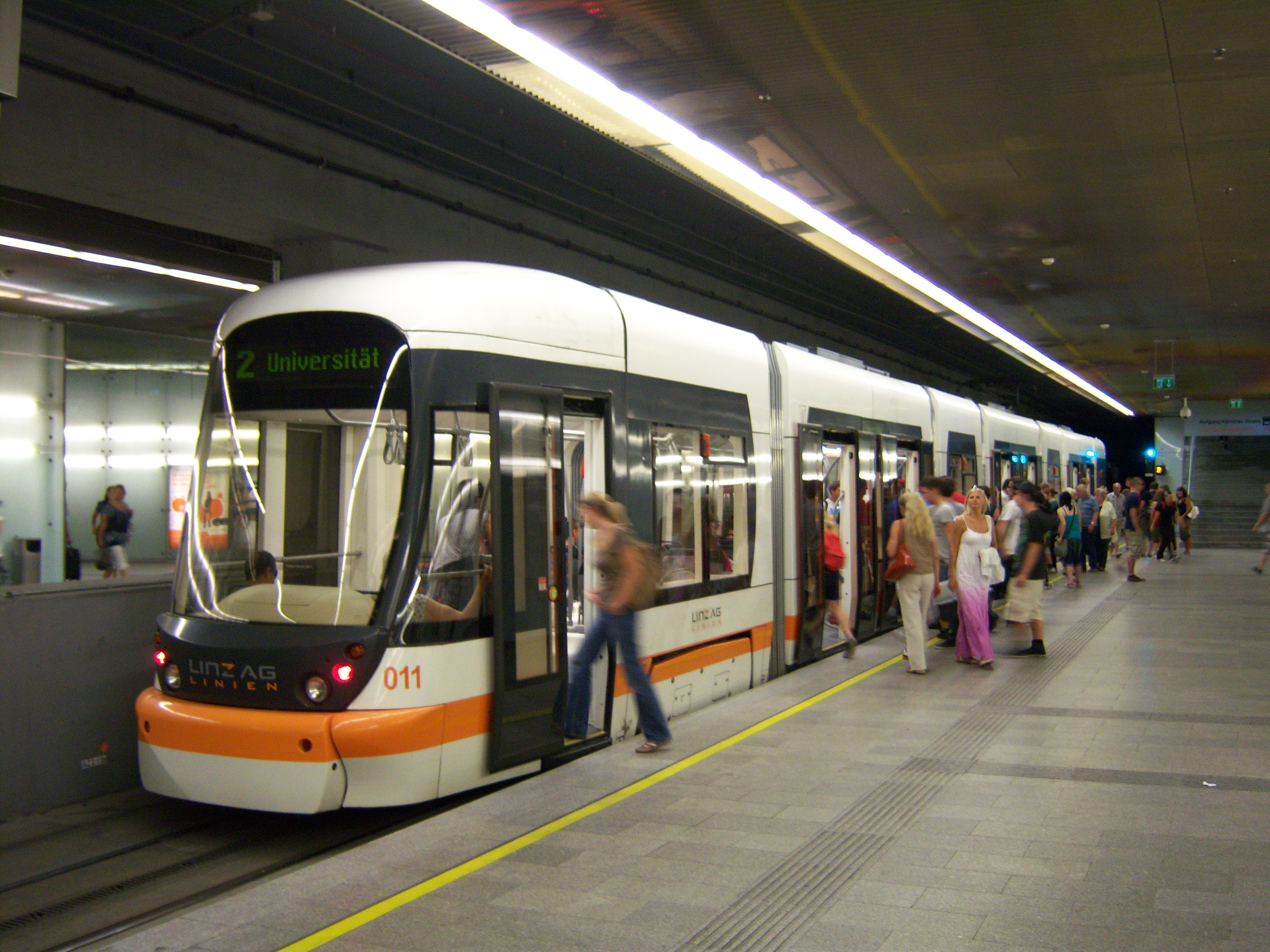
地下化したリンツ中央駅に停車する超低床電車（2011年撮影）
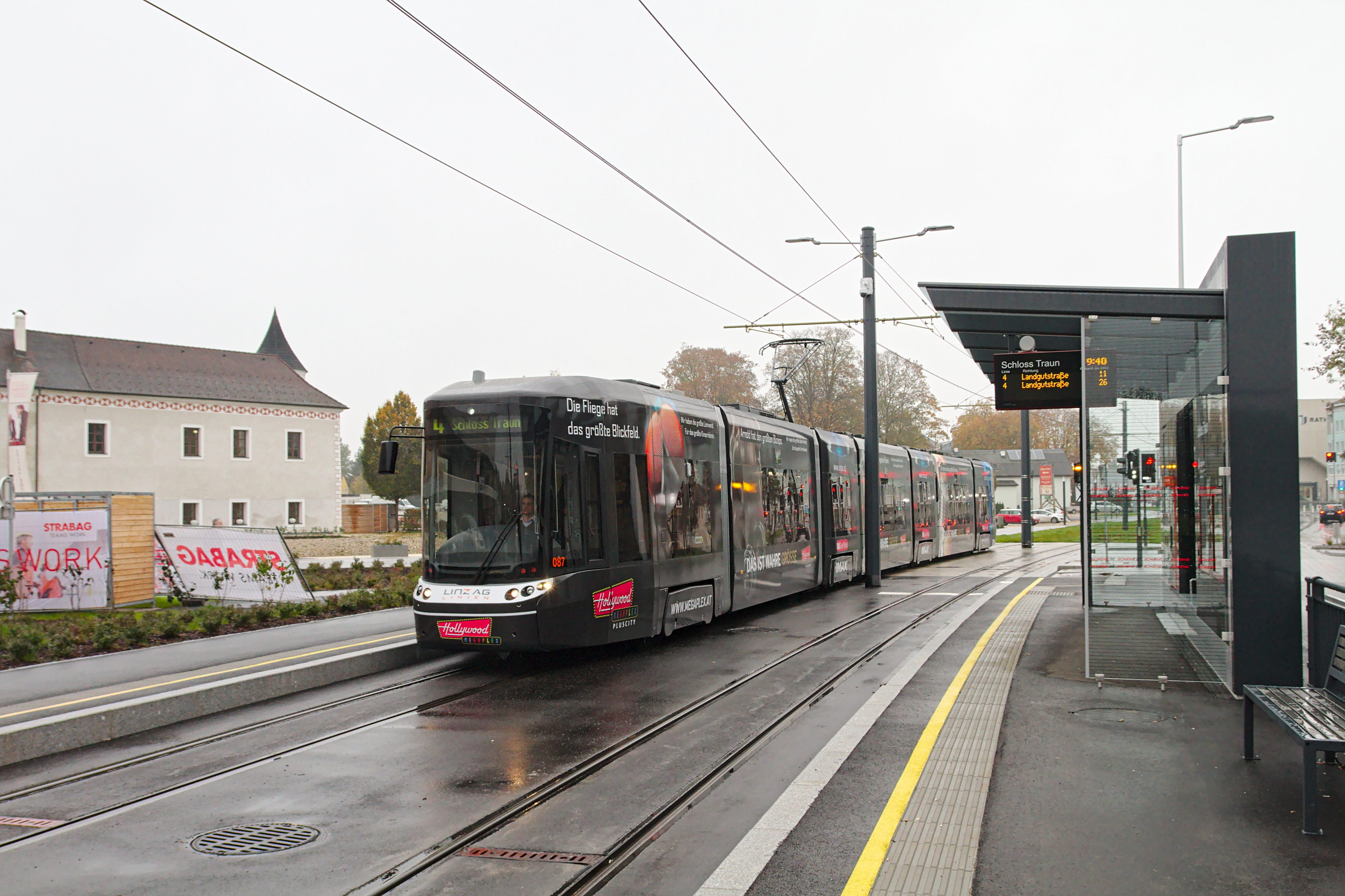
シュロッス・トラウン方面の路線は2016年に開通した（2016年撮影）
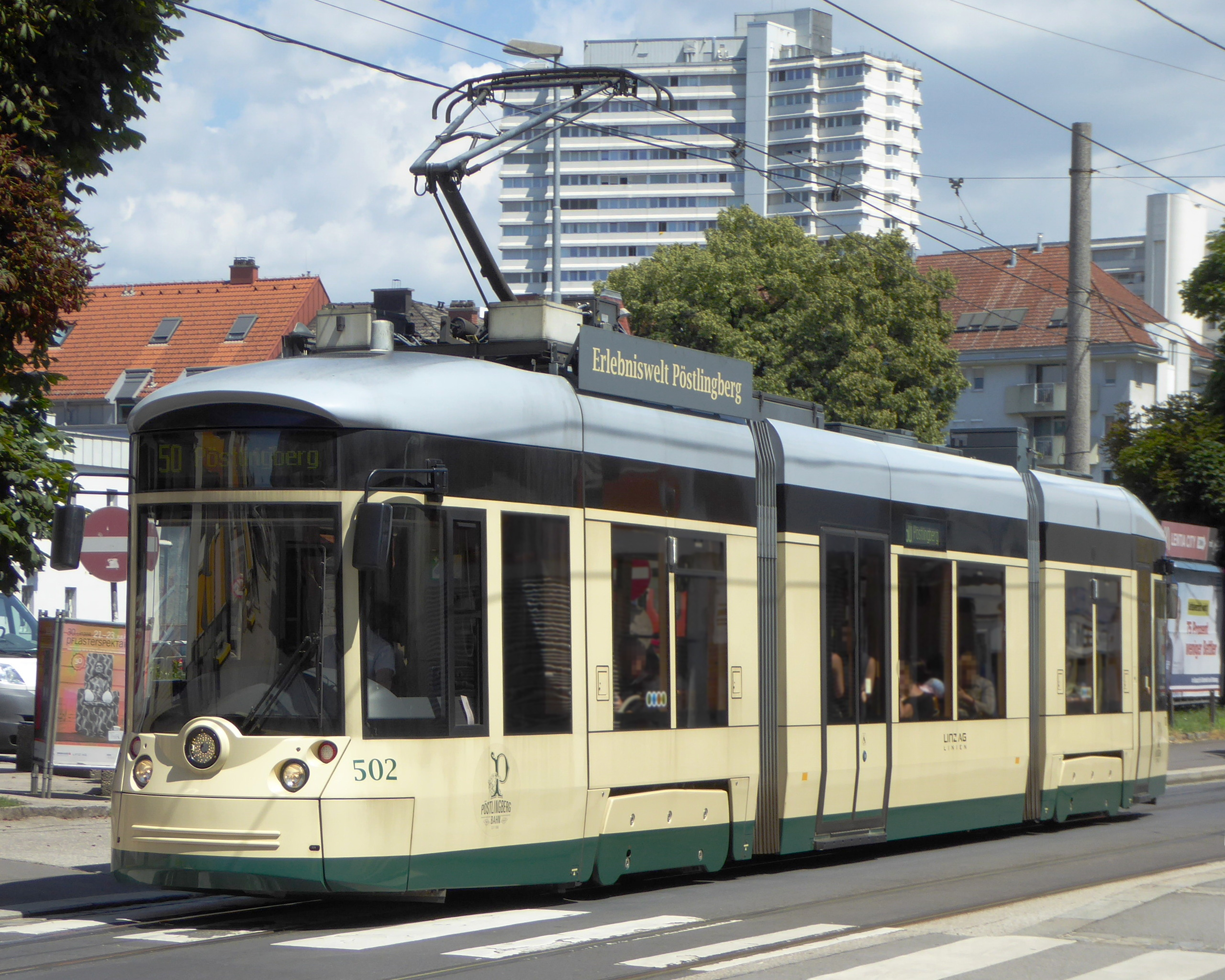
リンツ市電へ乗り入れるペストリングベルク鉄道の超低床電車・マウンテンランナー（ドイツ語版）（2006年撮影）

## 運行

### 概要・系統
2020年現在、公共交通事業を含めたリンツ市のインフラは市営企業のリンツ株式会社（Linz AG）およびその子会社によって管轄されており、そのうちリンツ市電やペストリングベルク鉄道、リンツ市内の路線バスやトロリーバスなどの公共交通はリンツ交通会社（Linz Linien GmbH）が運営している。同年時点でペストリングベルク鉄道を含めたリンツ交通会社が運営する軌道交通には以下の系統が存在し、リンツ市内を南北に結ぶ基幹ルートとして機能している。そのうちN82・N84号線は週末（金曜日、土曜日）および祝日の前日の24時（午前0時）から29時（5時）に運行される深夜系統である。
リンツ交通会社では路面電車を含む同事業者の交通機関の運行情報を会員制サイト「PLUS24」向けにリアルタイムで提供しており、スマートフォン向けのアプリケーションとして同様の情報の閲覧や乗車券の購入が可能な「qando-App」の展開も実施している。
| 系統番号 | 経由地                                                                                 | 備考・参考                                                                    |
| -------- | -------------------------------------------------------------------------------------- | ----------------------------------------------------------------------------- |
| 1        | JKU/Universität - Rudorfstr. - Hauptplatz - Hauptbahnhof - Simonystr. - Auwiesen       |                                                                               |
| 2        | JKU/Universität - Rudorfstr. - Hauptplatz - Hauptbahnhof - Simonystr. - Solarcity      |                                                                               |
| 3        | Landgutstr. - Rudorfstr. - Hauptplatz - Hauptbahnhof - Trauner Krezung                 |                                                                               |
| 4        | Landgutstr. - Rudorfstr. - Hauptplatz - Hauptbahnhof - Trauner Krezung - Schloss traun | Trauner Krezung - Schloss traunはリンツ市域外（トラウン）の区間               |
| 50       | Pöstlingberg - Landgutstr. - Rudorfstr. - Hauptplatz                                   | ペストリングベルク鉄道 Landgutstr. - Hauptplatz間はリンツ市電へ直通運転を実施 |
| N82      | JKU｜Universität - Rudorfstr. - Hauptplatz - Hauptbahnhof - Simonystr. - Solarcity     | 深夜系統                                                                      |
| N84      | Hauptbahnhof - Trauner Krezung - Schloss traun                                         | 深夜系統 Trauner Krezung - Schloss traunはリンツ市域外（トラウン）の区間      |

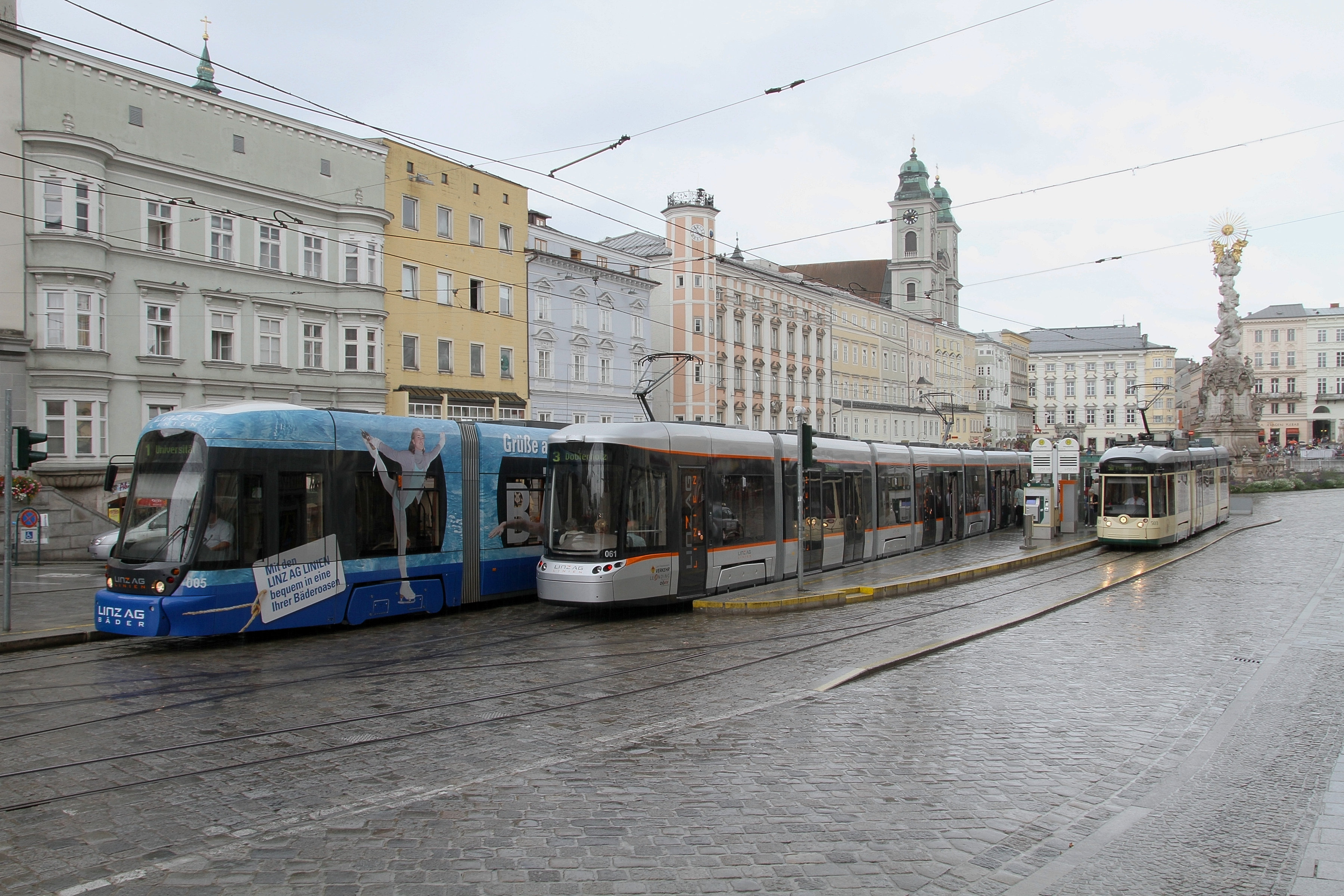
ハウプト広場電停（Hauptplatz）に停車する電車 写真右側はペストリングベルク鉄道の専用ホームとなっている（2011年撮影）
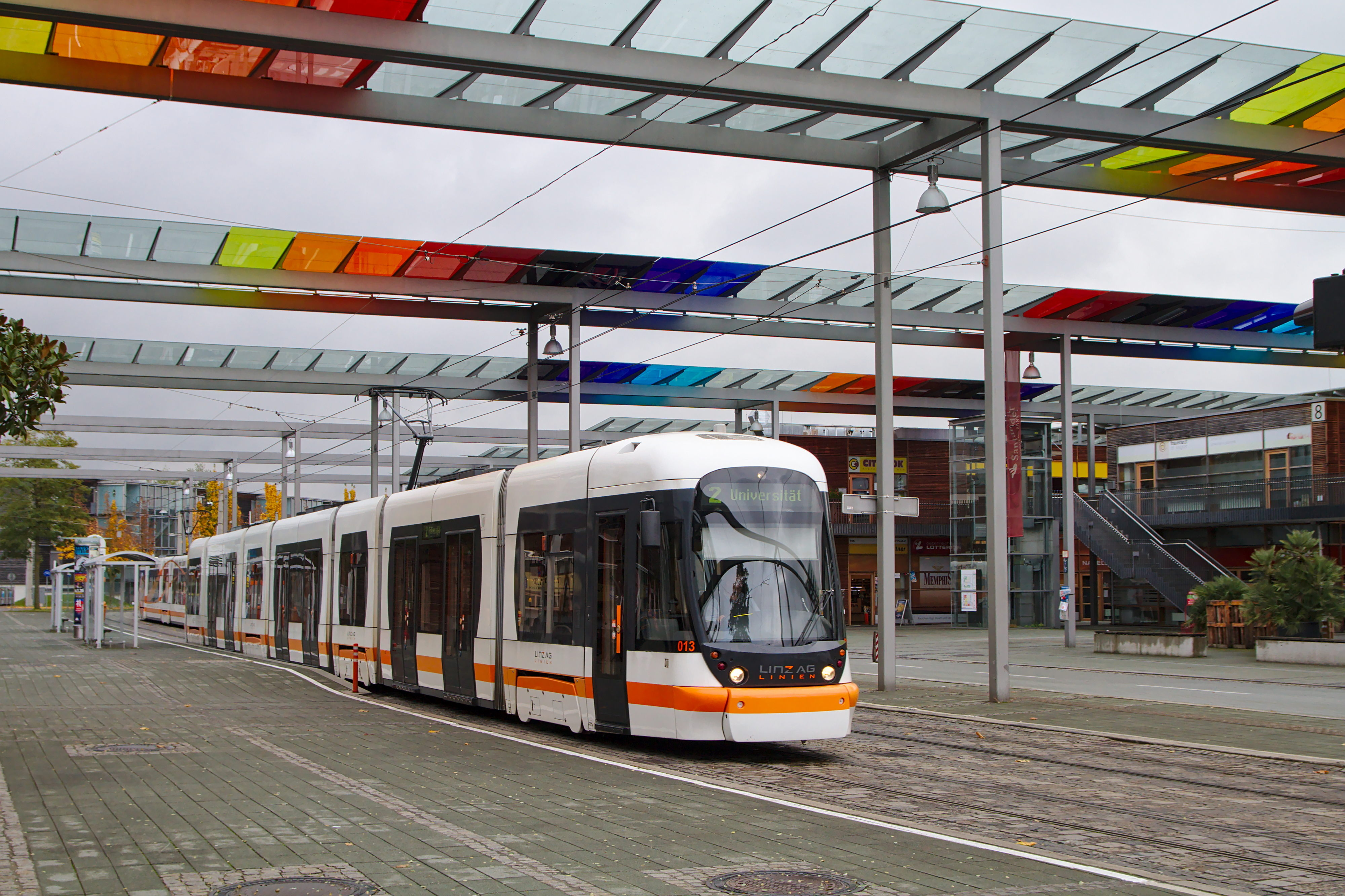
屋根が虹色に塗られたソーラーシティ電停（Solarcity）（2016年撮影）
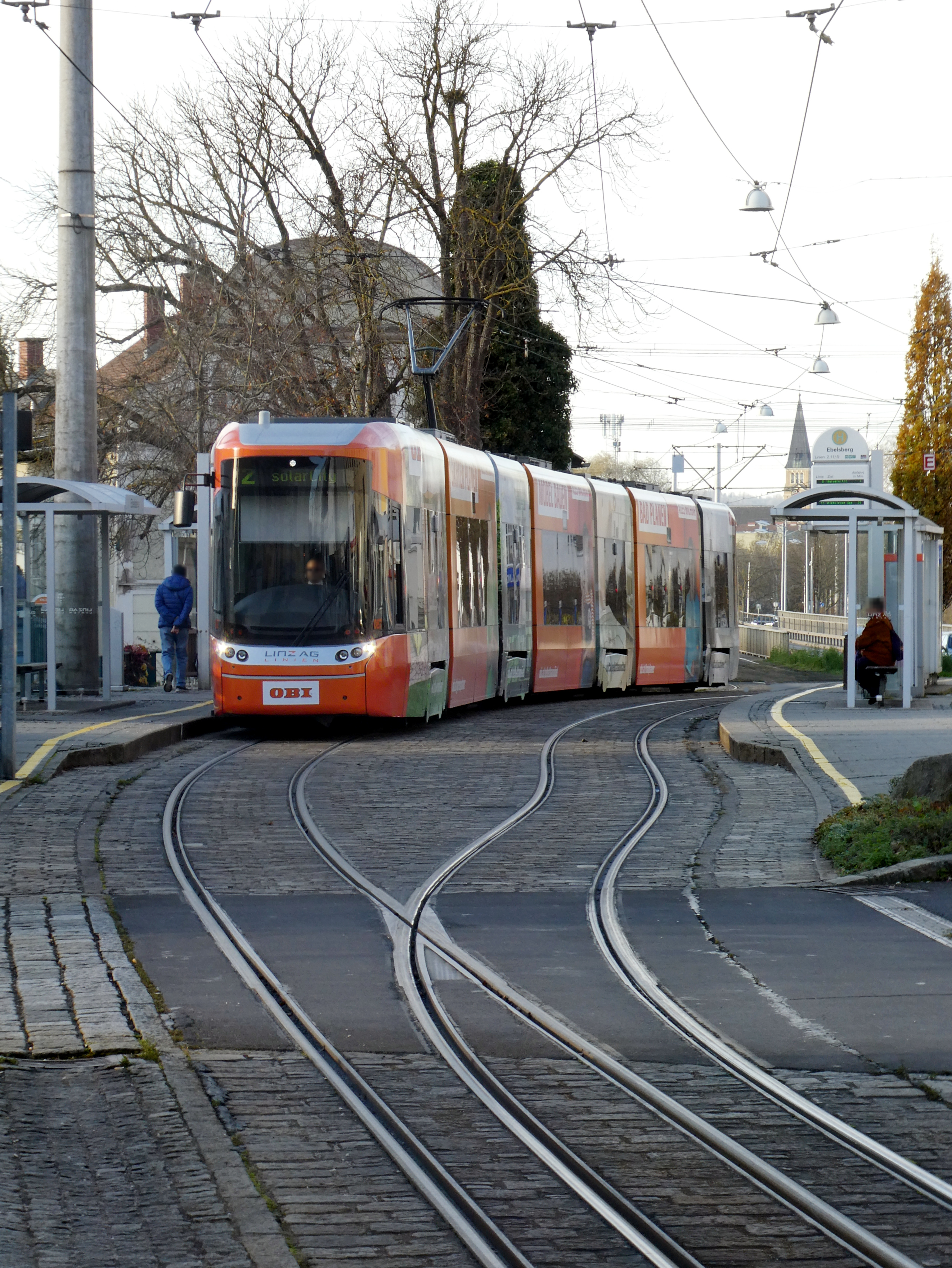
道路の幅が狭い一部区間は単複線（ガントレット）となっている（2019年撮影）
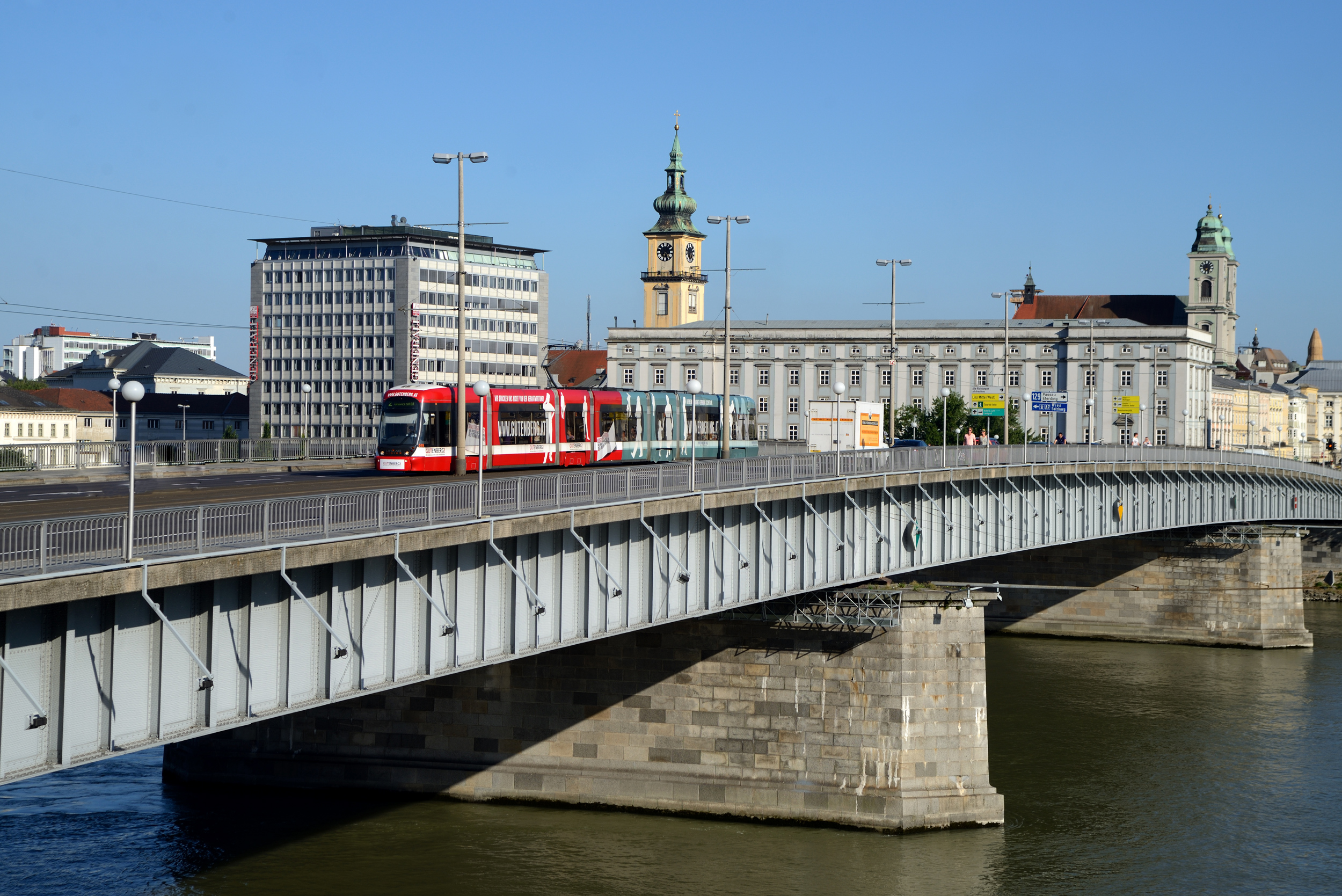
ドナウ川を渡る2号線の電車（2013年撮影）

### 運賃
リンツ交通会社の公共交通機関は、事前に乗車券や定期券を購入し、乗車時に乗客自身が刻印を行う信用乗車方式を採用している。2020年時点におけるリンツ市電の主要な乗車券や運賃は以下の通りである。これらは路線バスなど他の交通機関でも使用可能だが、ペストリングベルク鉄道のみ運賃体系が異なる独自の乗車券の販売が行われている。
- MINI - 乗車電停・バス停から4つ目の電停・バス停まで有効。運賃は1.3ユーロ。
- MIDI - 電停・バス停数数に制限なし、ただし片道のみ有効。運賃は2.4ユーロ。
- MAXI - 24時間有効。運賃は4.8ユーロ。

これら以外にも6歳以上21歳以下の若者層や60歳以上の高齢者層向けに運賃の割引を実施した乗車券の販売も行われている他、1週間（15.3ユーロ）、1か月間（48.1ユーロ）有効となる乗車券、1年間有効となる定期券（MEGA-Ticket、285ユーロ）も発行されている。6歳未満の幼児に関しては4人まで無料で大人と同伴が可能である。

## 車両

### 現有車両

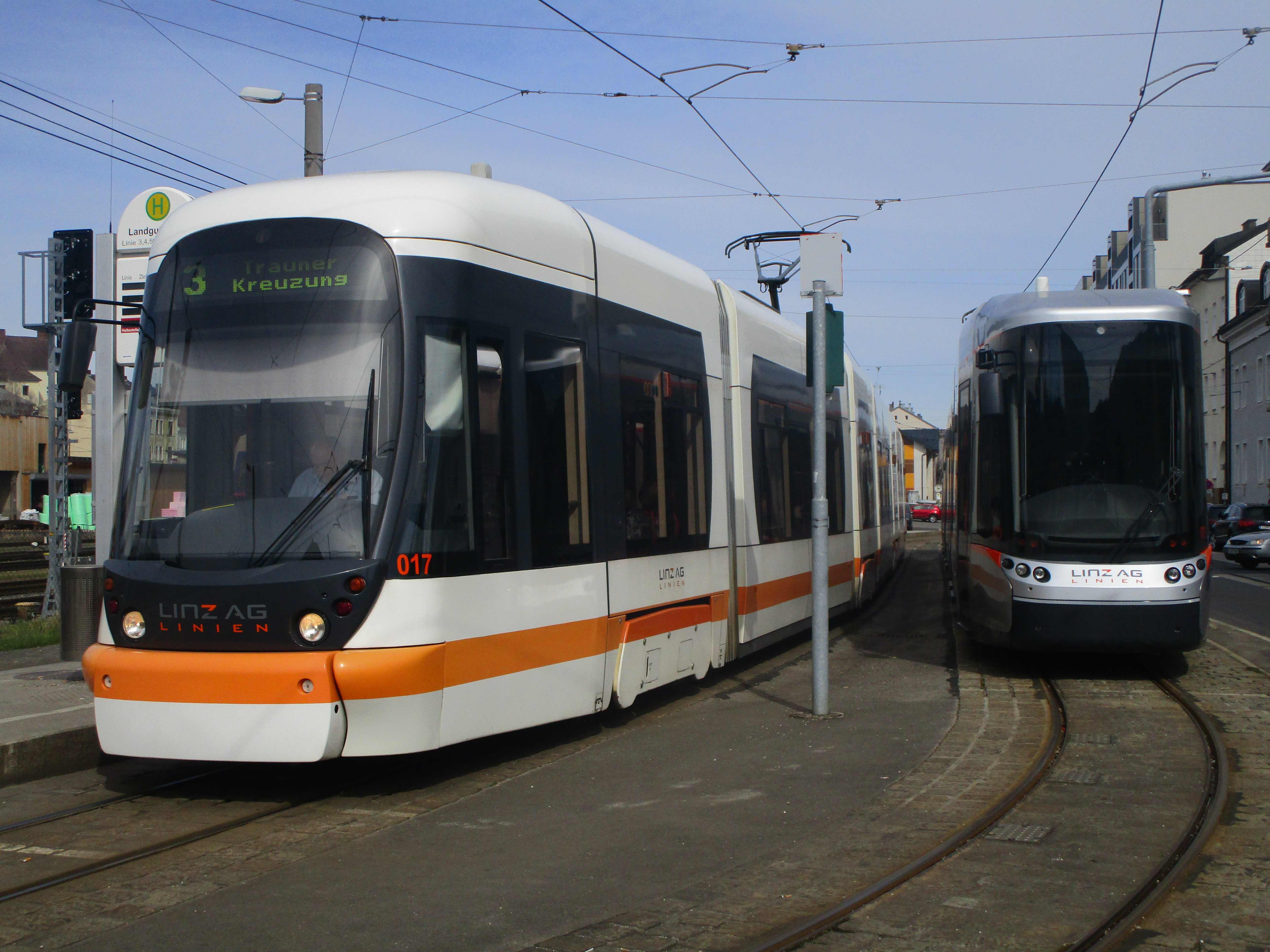
左：1次車（シティランナー）
右：2次車（シティランナー2）
（2018年撮影）

2020年現在、ペストリングベルク鉄道から直通運転を行う2軸車を除いてリンツ市電で使用されている営業用車両は超低床電車に統一されている。これらの車両はボンバルディア・トランスポーテーションが製造を手掛けたシティランナー（現：フレキシティ・アウトルックC）と呼ばれる片運転台の7車体連接車で、直径560 mmの小径車輪や車体装架カルダン駆動方式を用いる事で、車軸を有しながらも車内全体に段差がない100 %低床構造が実現している。2002年4月から営業運転を開始した1次車（シティランナー2）は33両（001 - 033）、2011年以降導入が実施された2次車（フレキシティ・アウトルックC）は29両（060 - 088）が在籍する。

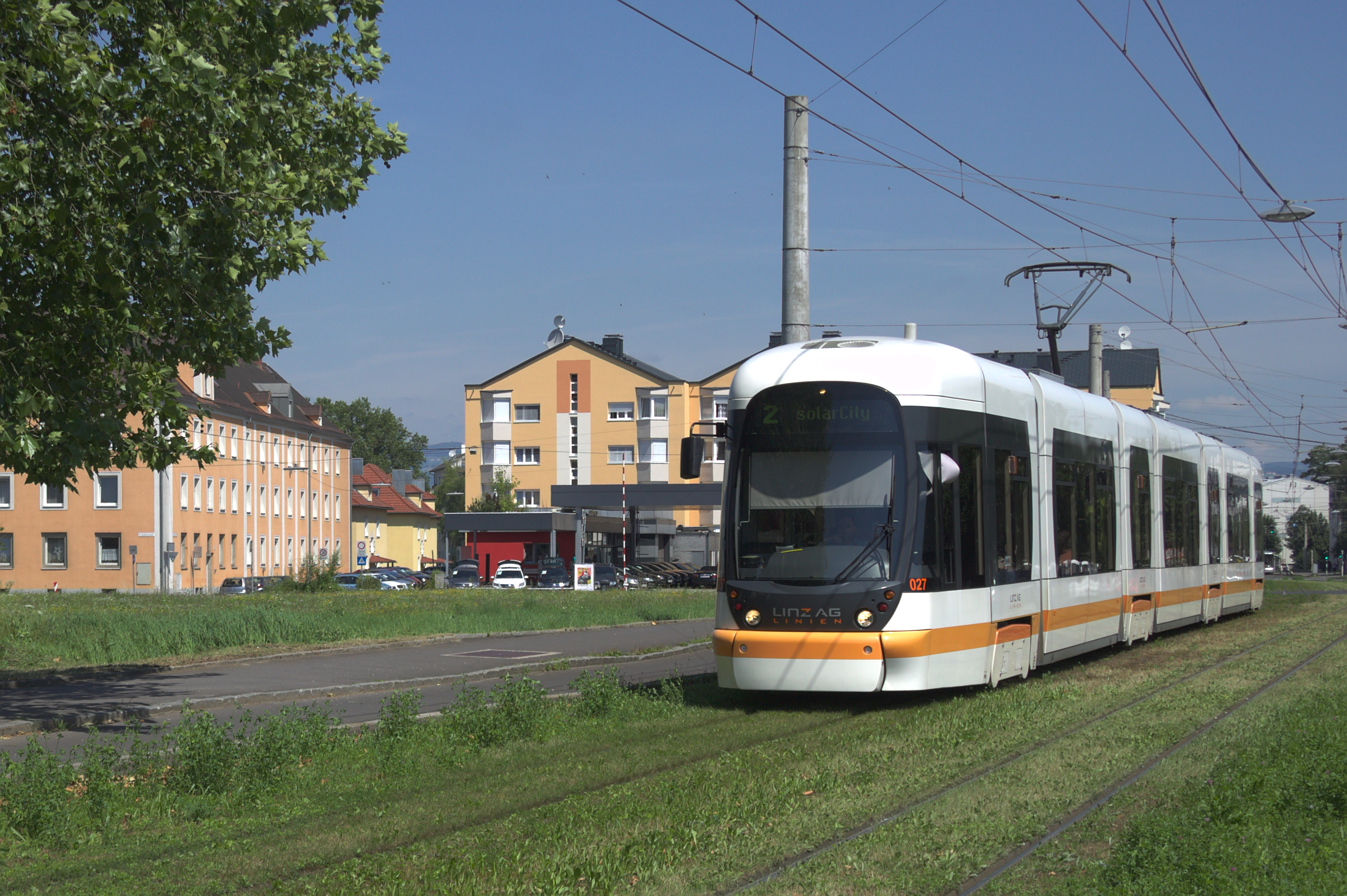
1次車（シティランナー）（2013年撮影）
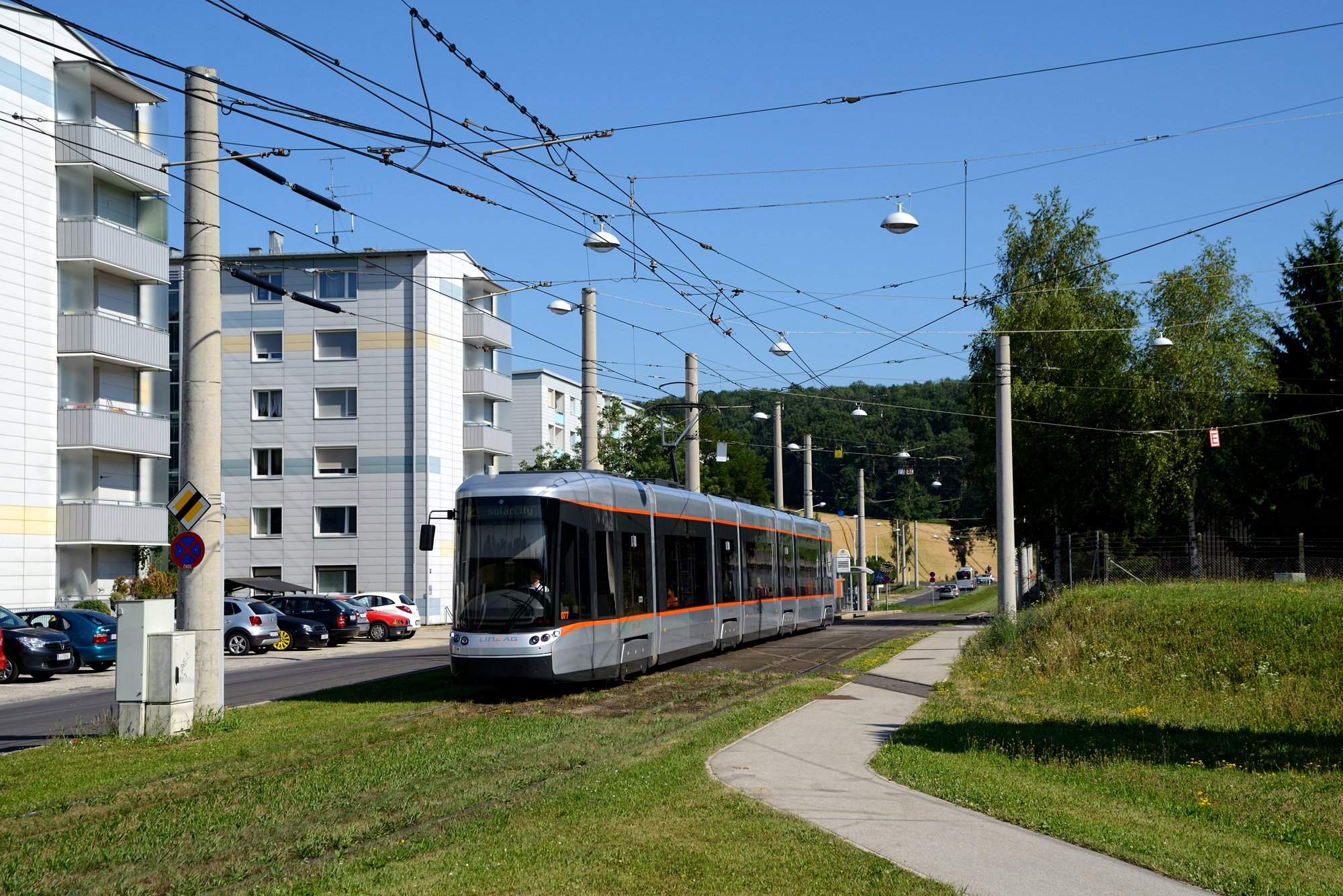
2次車（シティランナー2）（2013年撮影）

### 過去の車両

#### 2軸車
リンツ市電は開業時から1962年まで小型の2軸車の導入が続き、1970年代時点で電動車32両、付随車53両が在籍していた。同市電は後年まで2軸車が営業運転に使用されていた旧西側諸国の路面電車路線で、1970年代以降もループ線が存在せず次項で述べる片運転台の連接車が使用できない系統を中心に使用された。編成は電動車が付随車を牽引する形が主体で、終点で電動車の位置を入れ替える機回しが実施されていた。だが連接車の増備に加えてループ線の増設により廃車が進み、1986年までに営業運転を終了した。

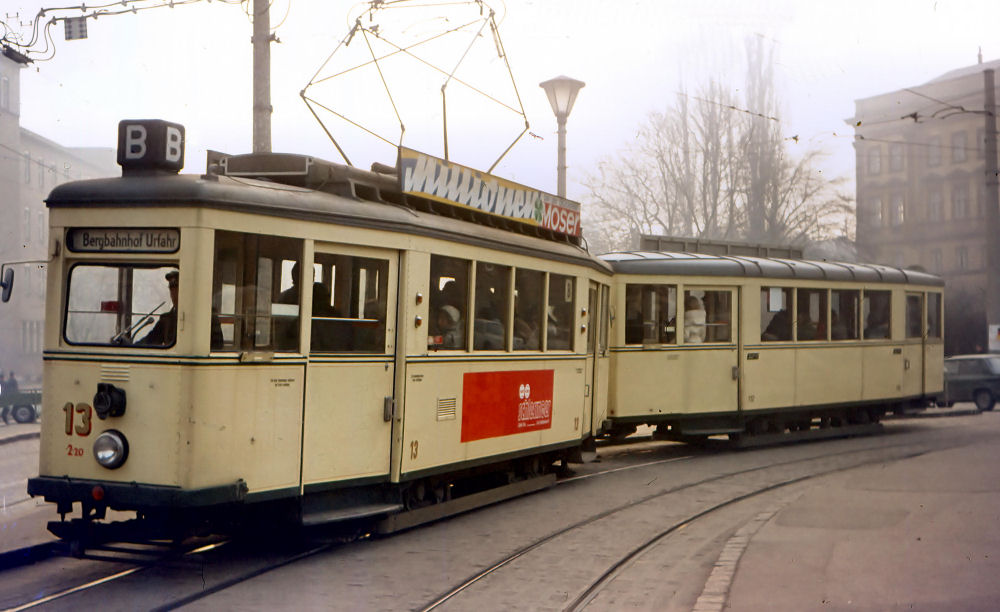
2軸車による2両編成（1971年撮影）
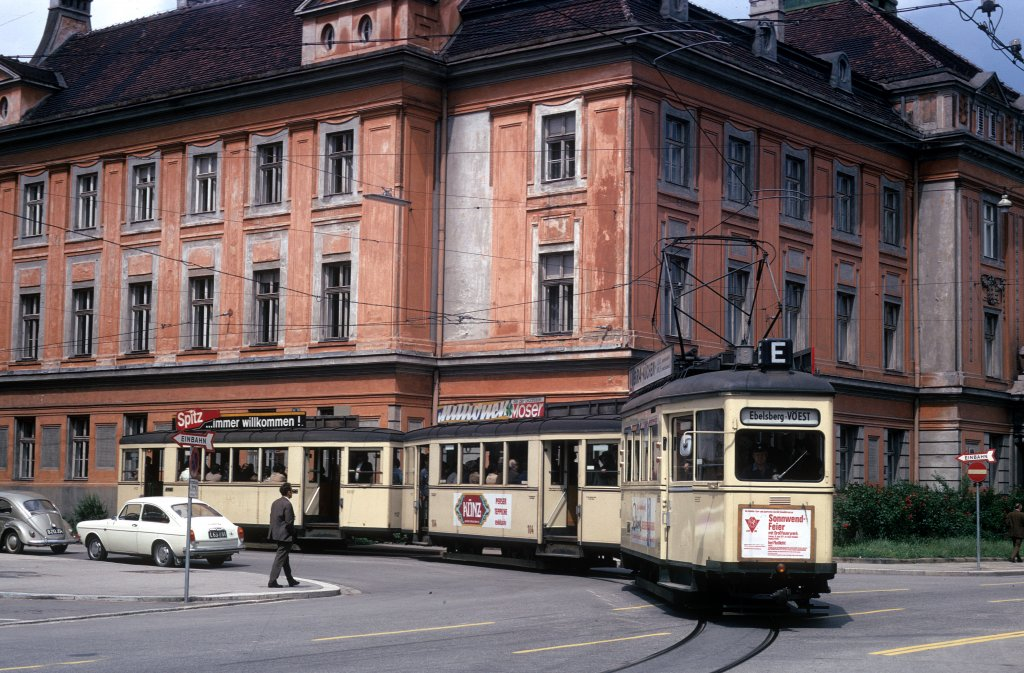
複数両の付随車を連結する運用も存在した（1971年撮影）

#### 連接車（高床車）
リンツ市電における連接車は1970年から導入が開始され、オーストリアの首都・ウィーンに工場を有するロータックス（現：ボンバルディア・トランスポーテーション）がドイツのデュワグとライセンス契約を結んだ上で、同社が展開する路面電車車両（デュワグカー）を1986年まで3次に渡って製造した。全車とも片運転台、床上高さ900 mmの高床式車両で、電気機器については同じくドイツの電機メーカーであるシーメンスが製造を手掛けた。全車とも超低床電車に置き換えられる形で廃車が進み、2012年の3次車の引退をもって営業運転を終了した。
- 1次車（61 - 67、81 - 88） - 1970年 - 1972年製。全15両のうち7両（61 - 67）は当初2車体連接車だったが、1973年に3車体連接車への増結が実施された。残りの8両（81 - 88）は製造時から3車体連接車だった[8][4][32]。
- 2次車（68 - 79） - 1977年製、制御装置に電機子チョッパ制御（サイリスタ位相制御）方式を採用。製造当初は3車体連接車だったが、1979年 - 1980年に4車体連接車へ増結された[8][4][33]。
- 3次車（41 - 56） - 1985年 - 1986年製。当時デュワグが展開していたN形電車を基に設計された4車体連接車で、2軸車の完全置き換えを目的に製造が行われた。電気機器の管理・制御用としてマイクロプロセッサをオーストリアの路面電車車両で初めて導入した車両でもあった[8][4][34]。

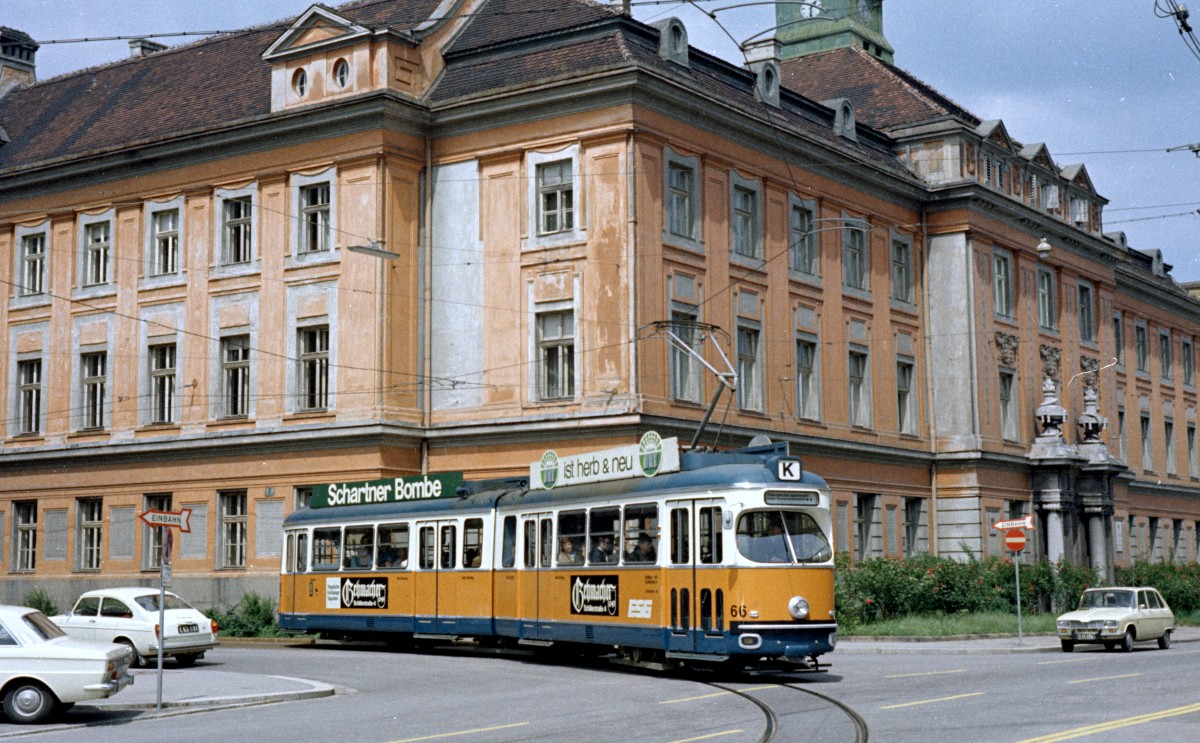
1次車（2車体連接車）（1971年撮影）
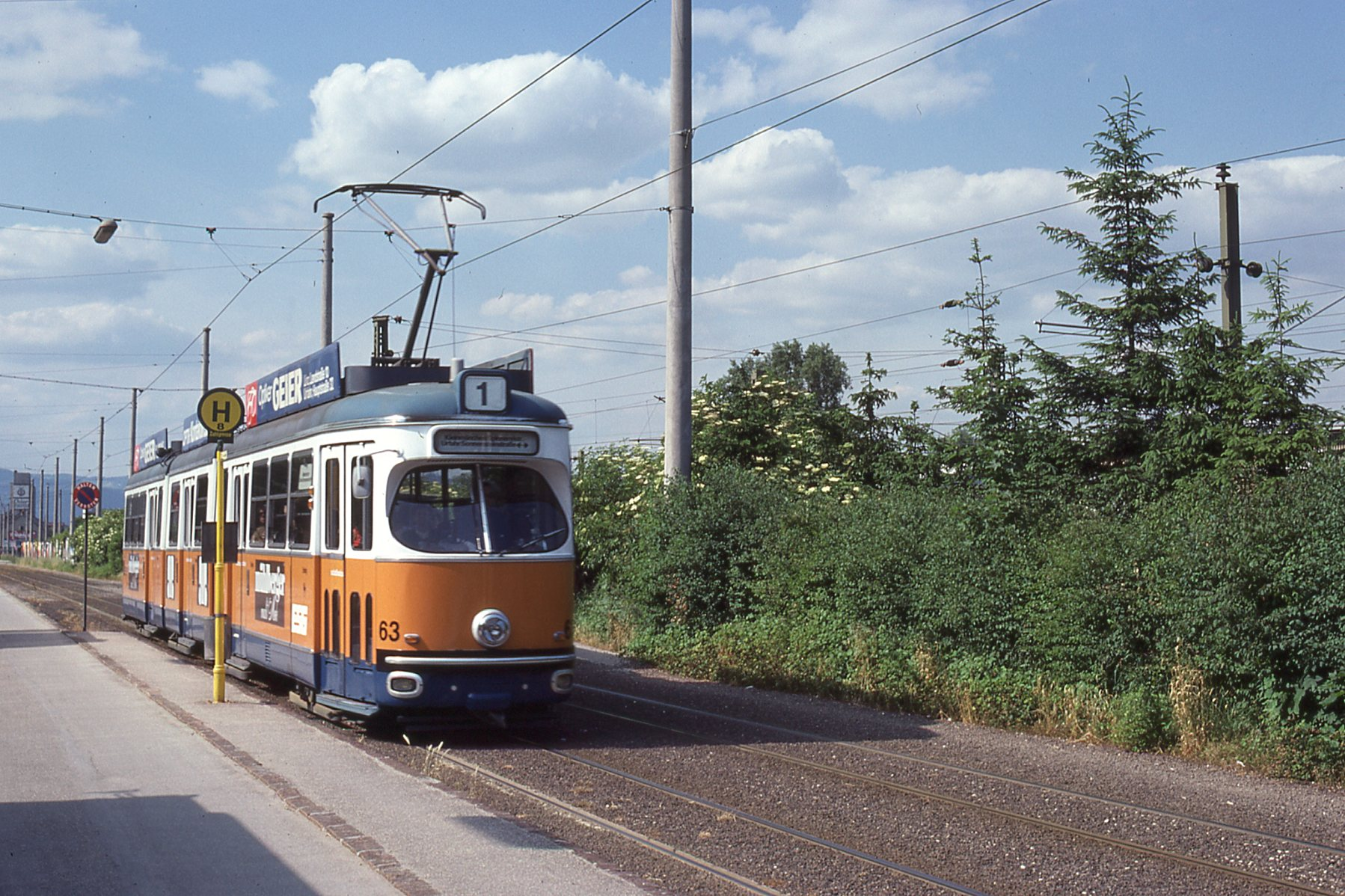
1次車（3車体連接車）（1977年撮影）
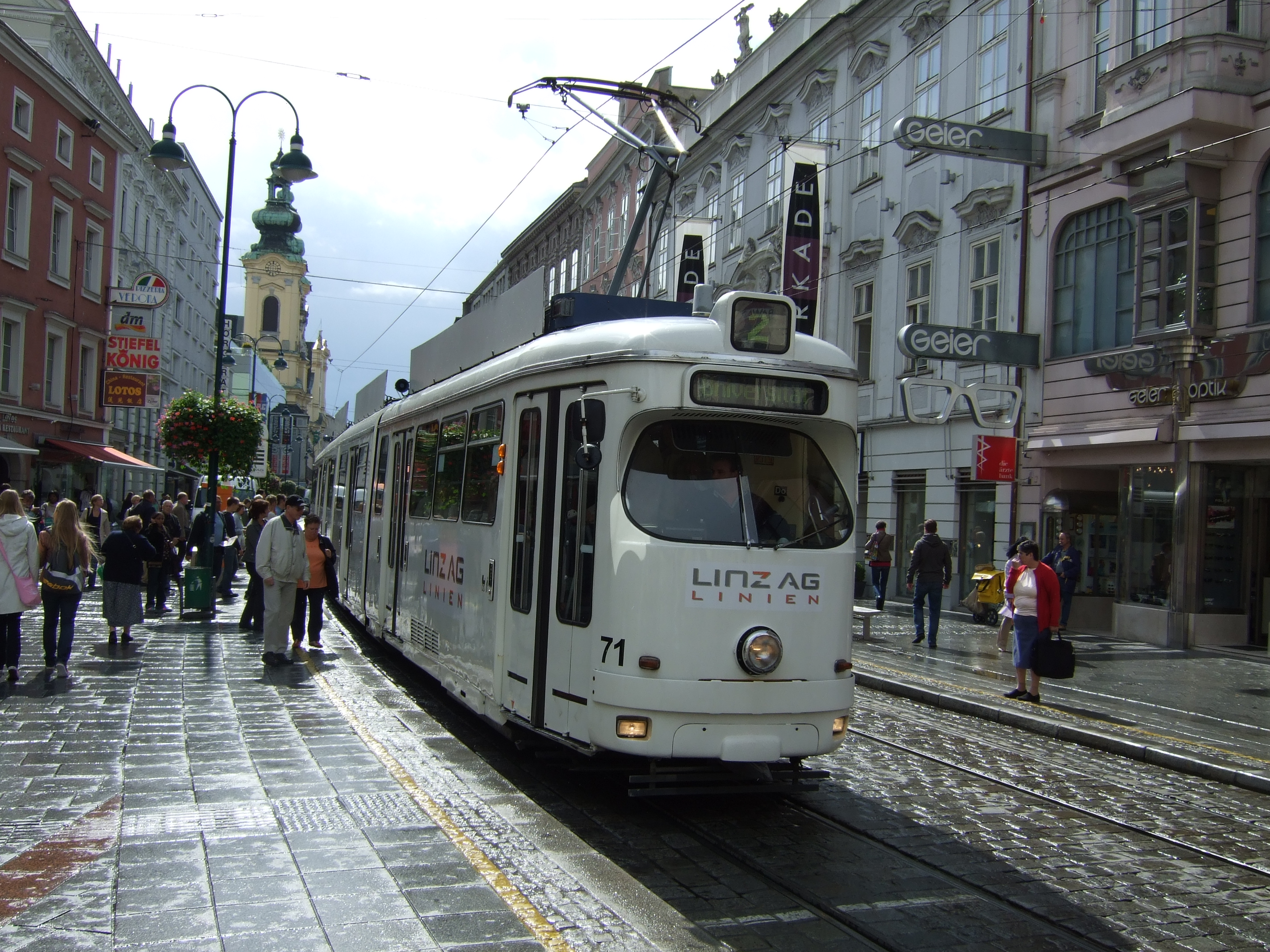
2次車（4車体連接車）（2007年撮影）
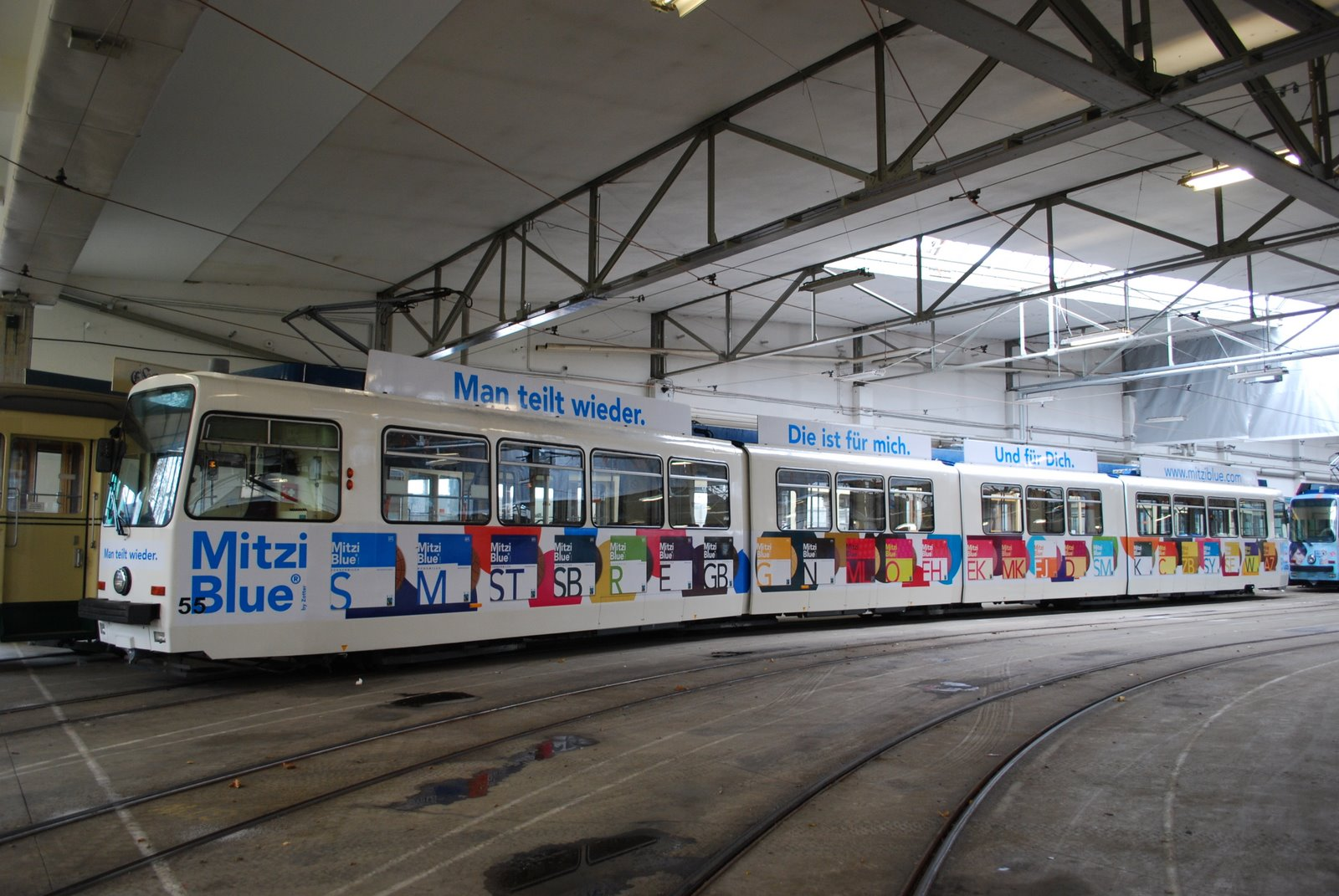
3次車（4車体連接車）（2009年撮影）